# Monasterio de San Lorenzo del Munt
El monasterio de San Lorenzo del Munt (en catalán: monestir de Sant Llorenç del Munt) es un monasterio románico situado en la cima de la Mola, dentro del Parque natural de San Lorenzo del Munt y del Obac, entre las comarcas catalanas del Bages y el Vallés Occidental, en el término municipal de Matadepera (Barcelona).
El edificio actual, reconstruido entre finales del siglo XIX y mediados del siglo XX, respeta la estructura original levantada a mediados del siglo XI. Esto lo convierte en un buen ejemplo de la construcción religiosa catalana del románico, siendo uno de los pocos monasterios puros de este momento existentes en la actualidad.

## El edificio
La estructura de la iglesia no ha sufrido ninguna transformación que altere su primitiva concepción. Es una copia exacta, pero a la mitad de tamaño, de la abadía de San Cugat, la cual promovió su construcción y de la que dependió la mayor parte del tiempo. La iglesia presenta tres naves y un campanario levantados con piedras locales de dimensiones modestas, color rojizo y sin pulir. Tiene un transepto en el centro que sostiene el cimborrio sobre los arcos torales. Su factura es bastante sencilla, no presentando ningún tipo de ornamento artístico. La puerta es de pequeño tamaño.

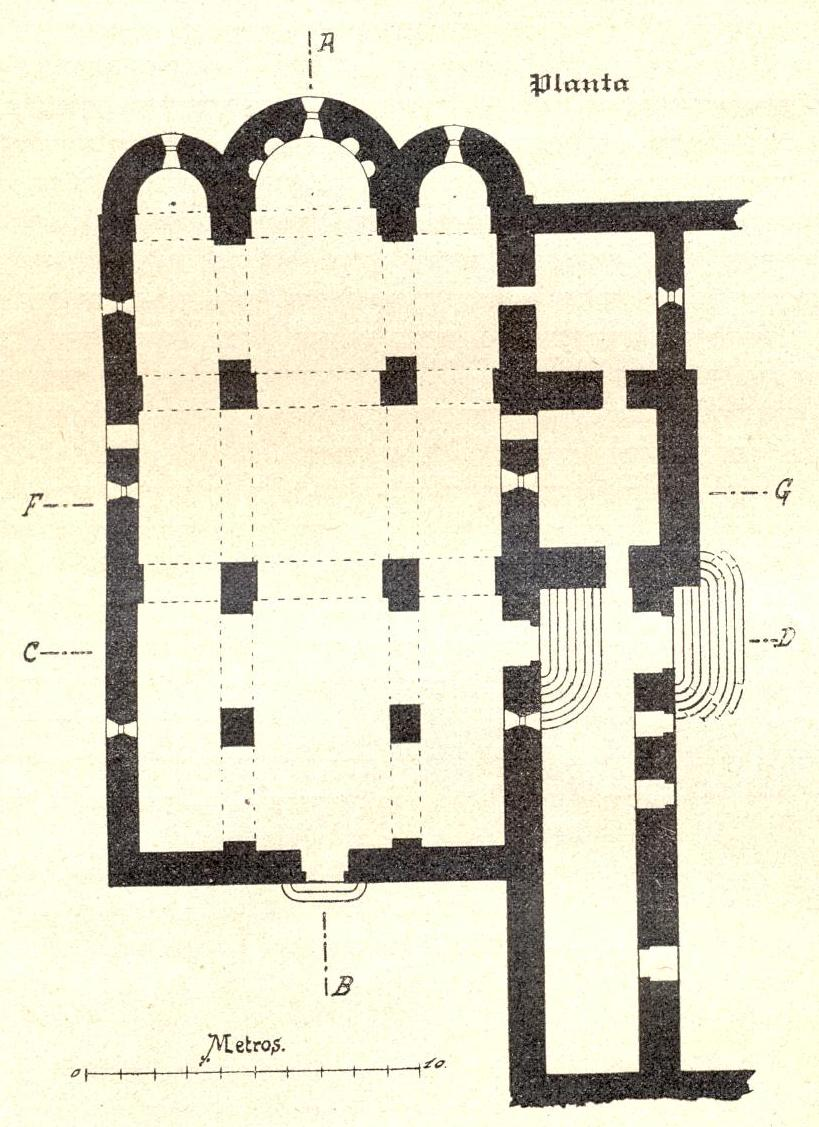
Planta
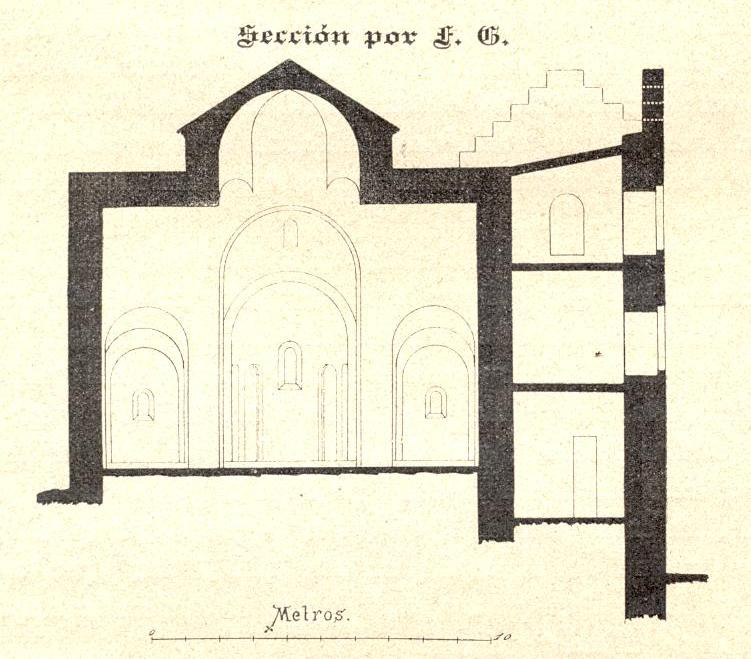
Perfil
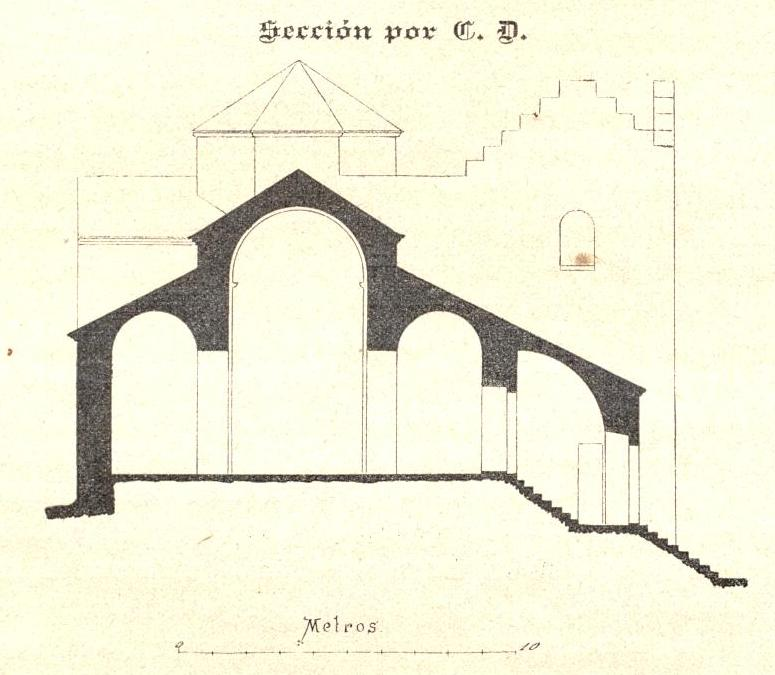
Perfil
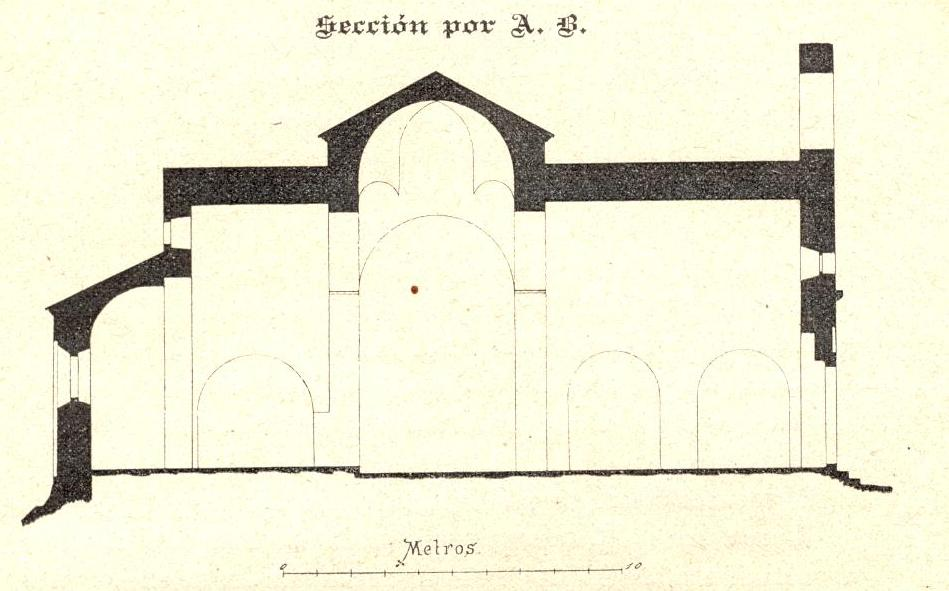
Sección longitudinal

## Cronología

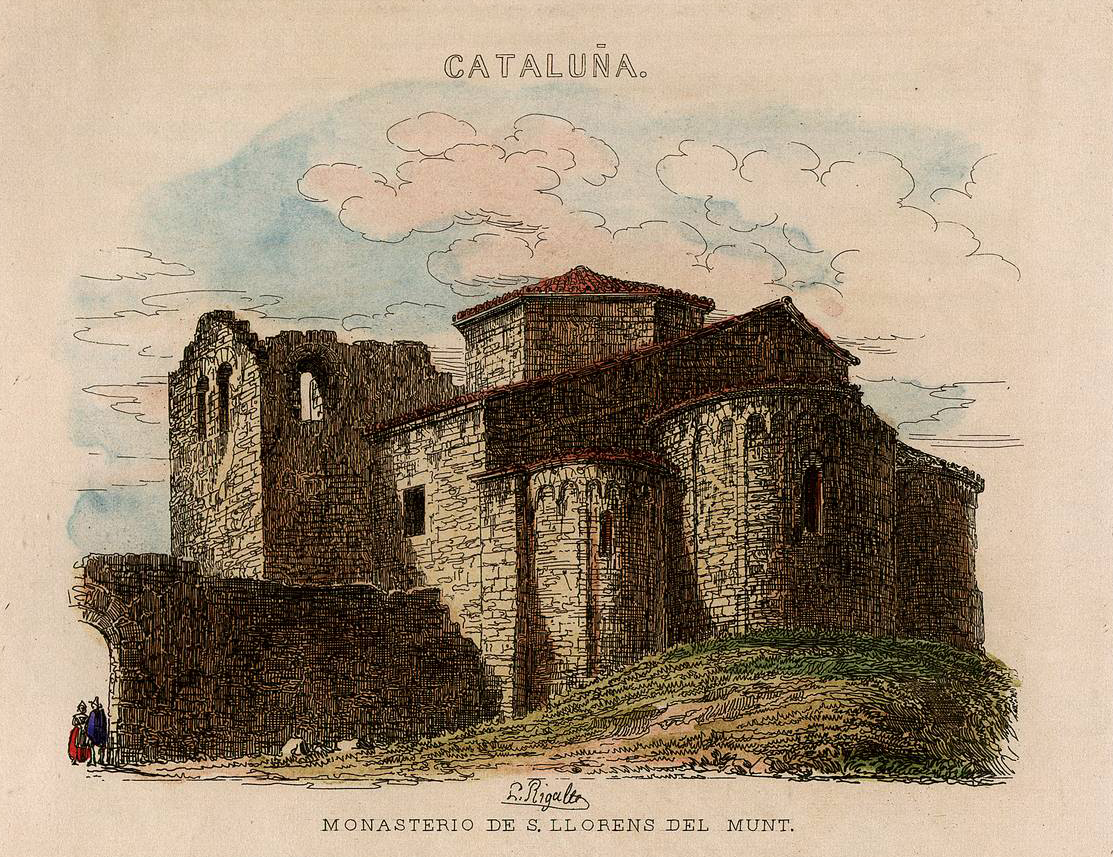
Vista del monasterio a mediados del siglo por Luis Rigalt en España: obra pintoresca en láminas

Los primeros datos que conocemos acerca de la existencia de construcciones dedicadas al culto religioso en la Mola se refieren a tres iglesias o capillas que había en dicha cima hacia los años 947-957 (dependiendo de los autores). Entre estos documentos encontraríamos la donación que hizo Borrell II (conde de Barcelona) al abad de San Cugat del Vallés de diversas iglesias de la montaña de Sant Llorenç. Otro nos indica que dos ciudadanos de Tarrasa, Ansolf y su mujer Rímula, hicieron una donación a "la casa de Sant Llorenç, de Santa María y de San Miguel, iglesias fundadas en el monte más alto sobre Tarrasa". Mientras que algunos historiadores creen que tales escritos son pruebas de la existencia de estas construcciones previas, para otros se estarían refiriendo al monasterio y a las diversas ermitas de la montaña.
Aunque la primera cita formal que nos indica que allí había una comunidad regida por un abad (el de Sant Cugat) corresponde al año 986, hasta 1014 no aparece realmente la palabra monasterio, en un documento en que el conde Ramón Borrell y su mujer hacen una permuta de terrenos con la abadía de San Llorenç. Y hay que esperar hasta 1018 para encontrar un abad propio en dicho lugar.
Durante este período de tiempo, la planicie del Vallés fue invadida en diversas ocasiones por los sarracenos, que provocaron la destrucción y el saqueo de las poblaciones e iglesias existentes. No obstante, no hay constancia de ataque alguno contra los edificios que había en la cima de Sant Llorenç del Munt, lo que seguramente ayudó a la consolidación del monasterio y a la construcción de un edificio de más categoría.
La construcción del edificio románico que ha llegado a nuestros días se inició, probablemente, en 1045, siendo consagrado en el año 1064 por el obispo y los condes de Barcelona. Entrando el siglo XII comenzó su decadencia, aunque siguió estando habitado por algún monje benedictino hasta el año 1608. Todavía de 1637 hay constancia de la existencia de un sacerdote a cargo del monasterio, pero después fue abandonado. El 30 de marzo de 1809 las tropas del ejército de Napoleón destruyeron lo que quedaba del monasterio, profanando incluso las tumbas de los abades.

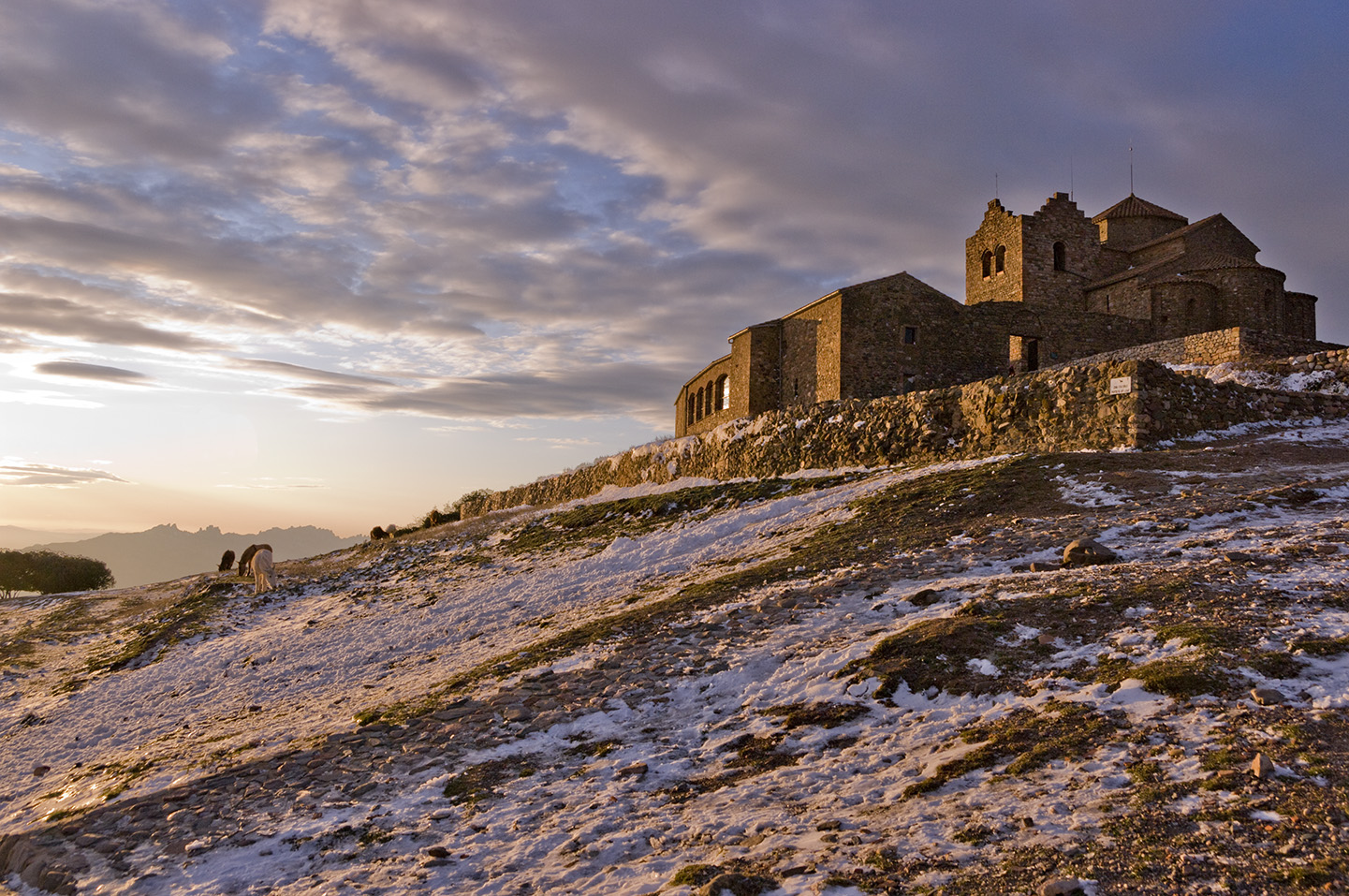
Vista general
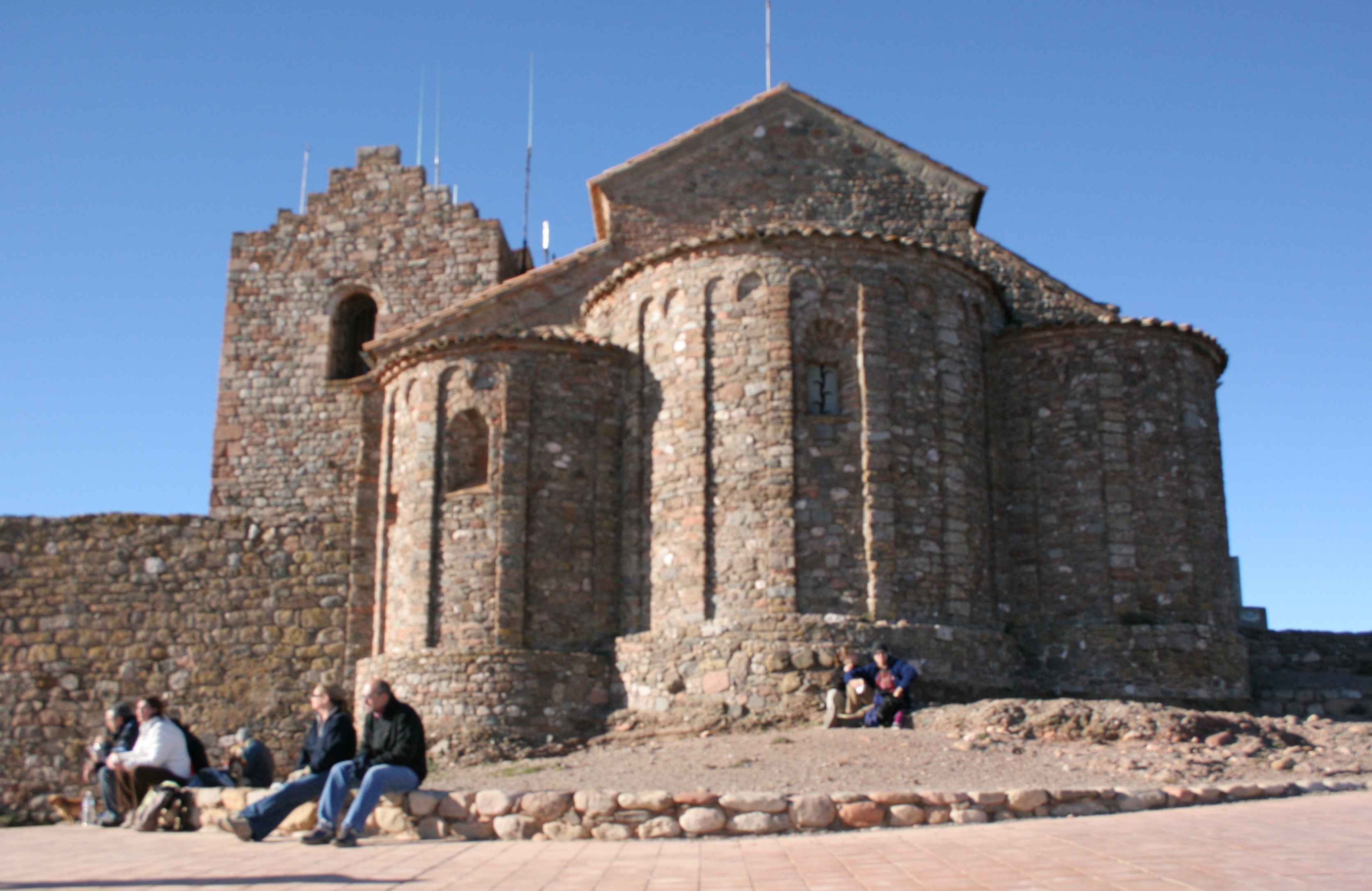
Ábside
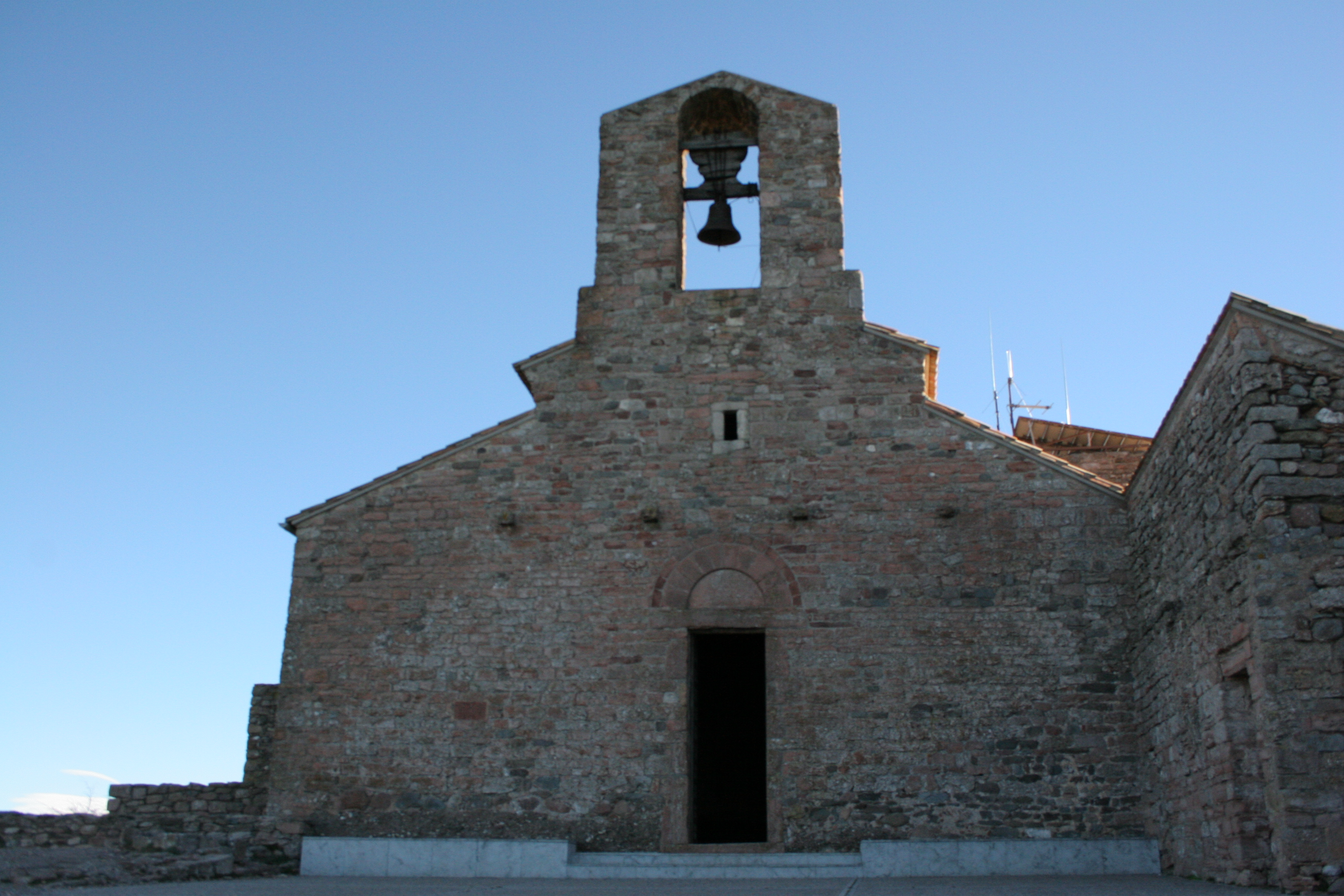
Iglesia
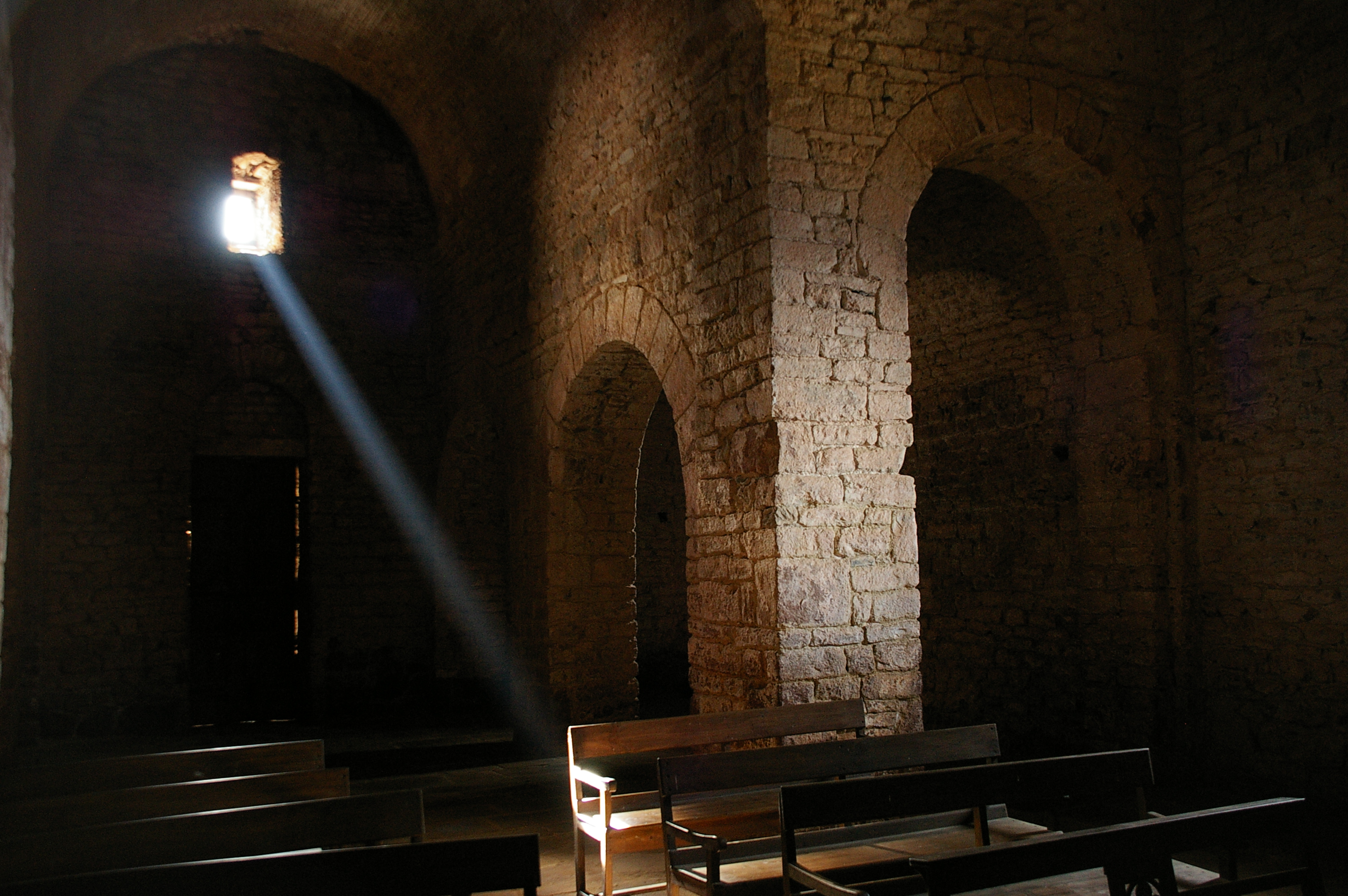
Interior de la iglesia
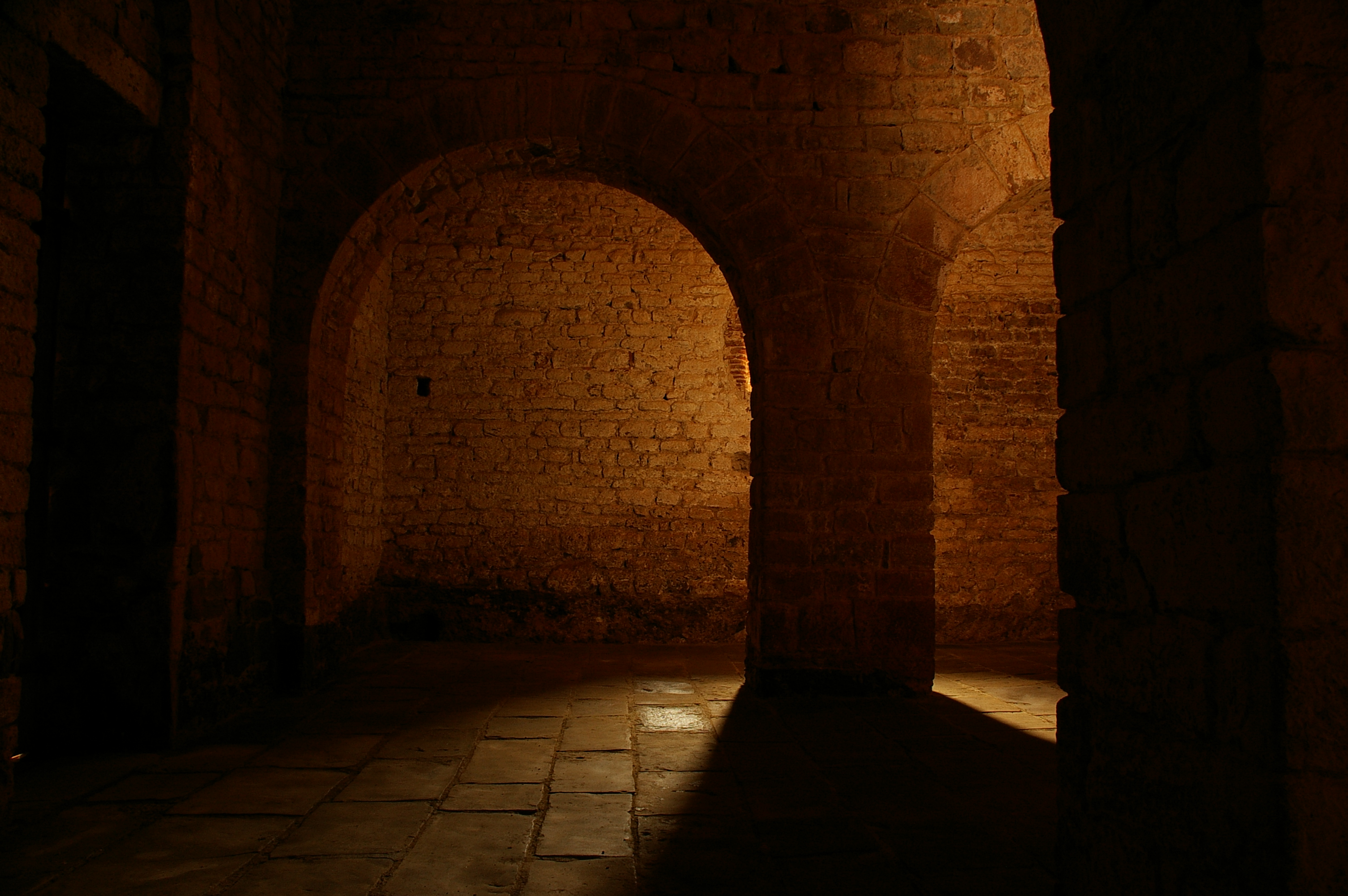
Interior del monasterio